# 콜포다속
콜포다속(Colpoda)은 콜포다강에 속하는 섬모충류 속의 하나이다.

## 특징
콩팥 모양처럼 한 쪽은 볼록하고 한 쪽은 오목한 형태를 띤다. 오목면은 종종 물린 것으로 보인다.

## 하위 종
| - C. aspera - C. cucullus - C. henneguyi - C. inflata - C. lucida | - C. magna - C. maupasi - C. minima - C. spiralis - C. steinii |